# London Blitz
London Blitz (español: Rayo de Londres) es un equipo de fútbol americano de Londres (Reino Unido). 
Compite en la División Premiership de la BAFACL (Ligas Comunitarias de la BAFA), la liga más importante de este deporte en el Reino Unido.

## Historia
El equipo fue fundado en 1995 para tomar el relevo de dos equipos recién desaparecidos, Ealing Eagles (1984-1994) y Woking Generals (1988-1993). 
Desde su primera temporada, la de 1995, en las divisiones inferiores de la liga, ha ido ascendiendo hasta disputar las cuatro últimas finales de la British American Football League (BritBowls). En 2006 perdieron ante London Olympians por 45-30, en 2007 ganaron a Coventry Jets por 14-6, en 2008 perdieron ante el mismo rival por 32-33, y en 2009 volvieron a vencer a Coventry Jets por 26-7. En 2010 de nuevo disputaron, y vencieron, la primera final de la división Premiership de las Ligas Comunitarias de la BAFA ante los Jets, esta vez por 34 a 20.